# Alfons Gern
Alfons Gern (* 24. Dezember 1944 in Friesenheim; † 8. Mai 2010 in Lahr) war ein deutscher Rechtswissenschaftler und als Stadtrechtsdirektor Leiter des Rechtsamtes der Stadt Lahr/Schwarzwald. Er war Honorarprofessor des Landes Baden-Württemberg.
Gern promovierte 1976 mit Der Vertrag zwischen Privaten über öffentlichrechtliche Berechtigungen und Verpflichtungen: Zur Dogmatik des öffentlich-rechtlichen Vertrages am juristischen Fachbereich der Universität München.
Bekanntheit erlangte er vor allem durch seine renommierten Lehrbücher zum Kommunalrecht. Er war ferner Mitherausgeber der Neuen Zeitschrift für Verwaltungsrecht.

## Schriften
- Der Vertrag zwischen Privaten über öffentlichrechtliche Berechtigungen und Verpflichtungen: Zur Dogmatik des öffentlich-rechtlichen Vertrages. Duncker & Humblot, Berlin 1977, ISBN 3-428-03926-2 (Dissertation, Universität München, 1976).
- Ratgeber Schule: Schülerunfälle, Kameradendiebstahl, Beschädigung von Schuleigentum. Versicherung der Schüler, Aufsichtspflicht und Schadensverantwortung der Lehrer und Eltern. Schauenburg, Lahr 1978; 2., neubearbeitete Auflage: Nomos, Baden-Baden 1993, ISBN 3-7890-2755-3.
- Kommunalrecht einschliesslich Kommunalabgabenrecht. 5., neubearbeitete Auflage. Nomos, Baden-Baden 1992; 9. Auflage: Kommunalrecht Baden-Württemberg: einschließlich kommunales Abgabenrecht.  Nomos, Baden-Baden 2005, ISBN 3-8329-0846-3.
- Zus. mit Daniela Birkenfeld-Pfeiffer: Kommunalrecht. 2. Auflage. Nomos, Baden-Baden 1998; 4. Auflage: Kommunalrecht Hessen. Nomos, Baden-Baden 2005, ISBN 3-8329-0259-7.
- Sächsisches Kommunalrecht. Beck, München 1994; 2., neubearbeitete Auflage 2000, ISBN 3-406-45501-8.
- Deutsches Kommunalrecht. Nomos, Baden-Baden 1994, 3., neubearbeitete Auflage 2003, ISBN 3-8329-0127-2.